# Iríni Haralambídu
Iríni Haralambídu (görögül: Ειρήνη Χαραλαμπίδου; Limassol, 1964. március 19. –) ciprusi újságíró és politikus. 2011-ben a Progresszív Munkáspárt színeiben a nicosiai választókerület parlamenti képviselőjévé választották, 2016-ban újraválasztották. A korrupció elleni küzdelem kiemelkedő képviselője.

## Élete
1964. március 19-én született Limassolban. A Nicosiai Egyetemen pszichológiát, az athéni Mediterrán Főiskolán pedig újságírást tanult.

### Az újságíró
A Játékok című újságnál, az Eleftherotypia című lapnál dolgozott, és együttműködött a Kiryka című újsággal. A Louis Turisztikai Szervezet PR igazgatója volt. Sok éven át közreműködött a Ciprusi Rádióban, ahol az egyik legnépszerűbb műsort, a Kellemes szombat estét vezette. Dolgozott a Logos és az ANT1 Cyprus televíziónak is. 2005 és 2011 között a RIK Megbeszéljük című televíziós műsor irányításáért, újságírói felügyeletéért és a műsorvezetéséért volt felelős. A Ciprusi Köztársaság elnöke, Dimítrisz Hrisztófiasz 2008 decemberében ebben a műsorban adta az első elnöki interjúját.

### Az író
2007-ben jelent meg első könyve Amiről beszéltünk címmel.
2011 januárjában pedig a második könyve, A ciprusi kérdés fehér lapjai, mely a ciprusi jelenkori politika és történelem eseményeinek elemzéséről szól. 2011-ben a könyv bemutatóját Dimítrisz Hrisztófiasz, köztársasági elnök tartotta.

### A politikus
2011-ben a nicosiai választási körzet képviselőjévé választják az AKEL-lel.
Tagja lett a Parlament intézményi, értékpapír- és közigazgatási bizottságának, a közkiadások fejlesztésével és ellenőrzésével foglalkozó állandó bizottságának és a Parlament egészségügyi bizottságának.
2016. május 22-én az AKEL-lel újraválasztják Nicosiában. Ő az első női képviselő, aki sikerrel szerepel az országos választásokon. Az új törvényhozással a képviselőház közkiadások fejlesztésével és ellenőrzésével foglalkozó állandó bizottságának elnökhelyettese, valamint az intézményi, értékpapír- és igazgatási, egészségügyi és emberi jogi bizottságok tagja.

## Fordítás
- Ez a szócikk részben vagy egészben  az   Irene Charalambidou című angol Wikipédia-szócikk ezen változatának fordításán alapul.  Az eredeti cikk szerkesztőit annak laptörténete sorolja fel. Ez a jelzés csupán a megfogalmazás eredetét és a szerzői jogokat jelzi, nem szolgál a cikkben szereplő információk forrásmegjelöléseként.